# Bryoerythrophyllum aeneum
Bryoerythrophyllum aeneum là một loài Rêu trong họ Pottiaceae. Loài này được (Müll. Hal.) B.H. Allen mô tả khoa học đầu tiên năm 2002.